# Liste des ambassadeurs d'Espagne en France

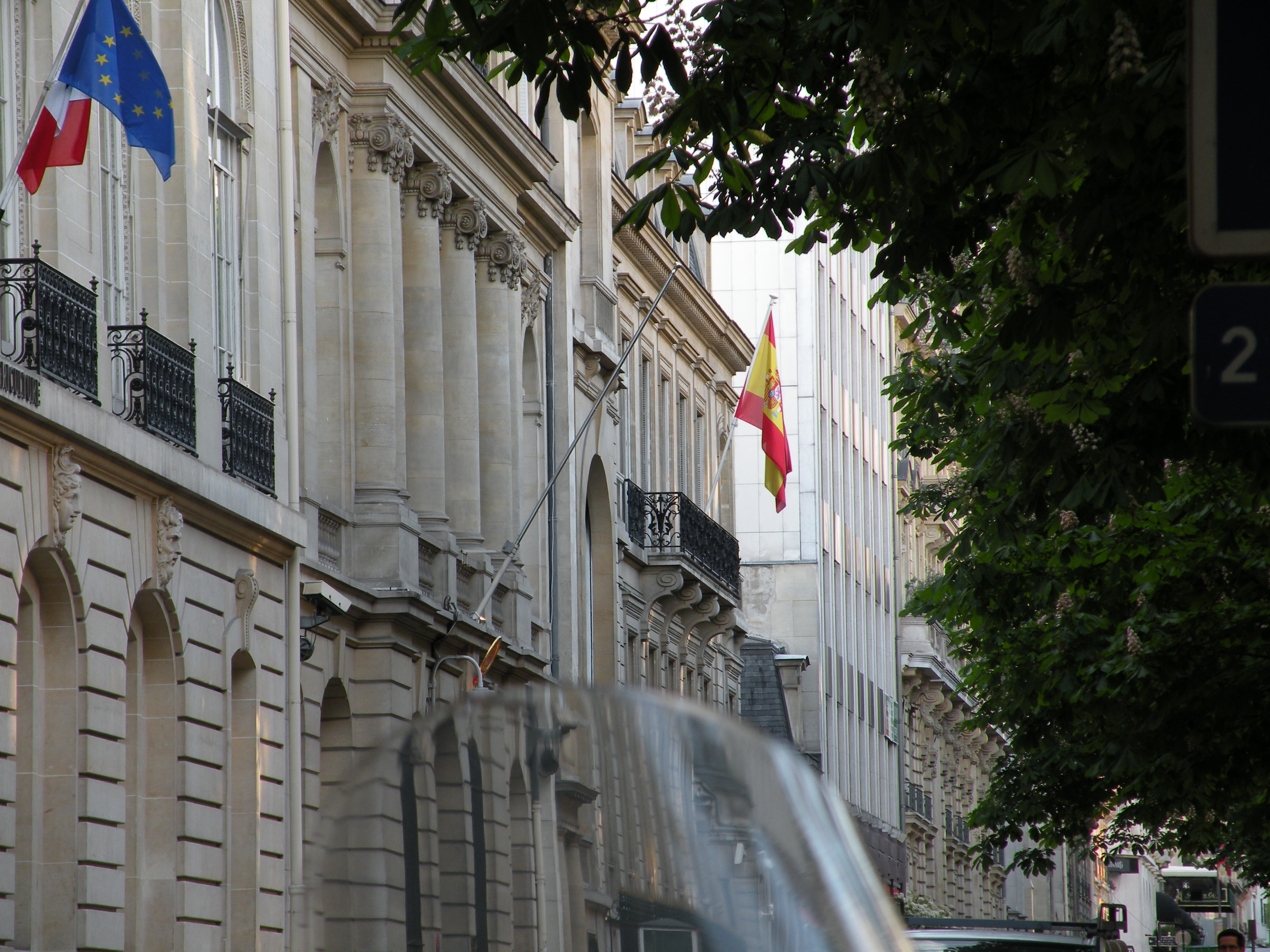
Ambassade d’Espagne à Paris

L’ambassadeur d'Espagne en France est le représentant légal le plus important d'Espagne auprès du gouvernement français. L'ambassade se trouve à Paris.

## Ambassadeurs successifs

### DuXVesiècleauXVIIIesiècle
| Ambassadeur                                                                            | Début de la mission | Fin de la mission | Référence |
| -------------------------------------------------------------------------------------- | ------------------- | ----------------- | --------- |
| Fortún Velázquez de Cuéllar                                                            | 1454                |                   |           |
| Juan Ruiz de Medina                                                                    | 1484                |                   |           |
| Antoine Perrenot de Granvelle                                                          | 1559                |                   |           |
| Enrique de Guzmán, comte de Olivares                                                   | Janvier 1571        |                   | [ 1 ]     |
| Francés de Álava y Beaumont                                                            | 1571                |                   |           |
| Diégue de Zuniga                                                                       | 1572                |                   |           |
| Juan de Vargas Mejía                                                                   | 1577                |                   |           |
| Bernardino de Mendoza                                                                  | Novembre 1584       | 1590              |           |
| Lorenzo IV Suárez de Figueroa y Córdoba, duc de Feria                                  | 1593                | 1595              |           |
| Antonio Dávila y Zúñiga                                                                | 1621                | 1630              |           |
| Cristóbal de Benavente y Benavides                                                     | 1632                | 1635              |           |
| Antonio de Tovar y Paz                                                                 | 1660                |                   |           |
| Pablo Spínola Doria, marquis de los Balbases                                           | 1678                | 1679              |           |
| Manuel de Oms y de Santa Pau, marquis de Castelldosrius                                | 1698                | 1703              |           |
| Antonio Martín Álvarez de Toledo                                                       | 1703                | 1711              |           |
| Félix Cornejo                                                                          | 1711                | 1715              |           |
| Antonio del Giudice, duc de Giovinazzo                                                 | 1715                | 1719              |           |
| Patricio Laules                                                                        | 1720                | 1725              |           |
| Baltasar Patiño Rosales, marquis de Castelar                                           | 1730                | 1733              |           |
| Fernando Triviño Figueroa y Alarcón                                                    | 1733                | 1736              |           |
| Jaime de Guzmán-Dávalos y Spínola, marquis de la Mina                                  | 1736                | 1740              |           |
| Luis Regio y Branciforte, prince de Campoflorido                                       | 1740                | 1746              |           |
| Fernando de Silva y Álvarez de Toledo, duc de Huéscar                                  | 8 août 1746         | 1749              |           |
| Francisco Pignatelli                                                                   | 1749                | 1751              |           |
| Jaime Masones de Lima y Sotomayor, comte de Montalvo                                   | 1752                | 1761              |           |
| Jerónimo Grimaldi                                                                      | 1761                | 1763              |           |
| Joaquín Atanasio Pignatelli de Aragón Fernández de Heredia y Moncayo, comte de Fuentes | 1764                | 1772              |           |
| de Maguelone                                                                           | 1766                |                   |           |
| Pedro Pablo Abarca de Bolea, comtee de Aranda                                          | 1773                | 1787              |           |
| Carlos José Gutiérrez de los Ríos, Comte de Fernán Núñez                               | 1787                | 1791              |           |
| Domingo de Iriarte y Nieves Ravelo                                                     | 1791                | 1792              |           |
| Federico Gravina                                                                       | 1796                | 1805              |           |
| José Nicolás de Azara, I Marquis de Nibiano                                            | Mars 1798           | Novembre 1803     |           |

### DuXIXesiècleà la Première Guerre mondiale
| Ambassadeur                                                             | Début de la mission | Fin de la mission | Référence |       |
| ----------------------------------------------------------------------- | ------------------- | ----------------- | --------- | ----- |
| Federico Carlos Gravina y Nápoli                                        | 1804                | 1805              |           |       |
| Eugenio Izquierdo                                                       | 1805                | 1808              |           |       |
| Guerre d'indépendance espagnole                                         | 1808                | 1814              |           |       |
| Antonio María Dameto y Crespí de Valldaura                              | 1814                | 1816              |           |       |
| Antonio María Dameto y Crespí de Valldaura                              | 1814                | 1816              |           |       |
| Carlos Gutiérrez de los Ríos                                            | 1816                | 1820              |           |       |
| José Gabriel de Silva-Bazán y Waldstein                                 | 1820                | 1821              |           |       |
| Carlos Martínez de Irujo y Tacón, I Marquis de Casa Irujo               | 1821                | 1823              |           |       |
| José Miguel de Carvajal-Vargas                                          | 1823                | 1823              |           |       |
| Luis Fernández de Córdova                                               | 1824                | 1833              |           |       |
| Bernardino Fernández de Velasco y Benavides                             | 1834                | 1835              |           |       |
| Miguel Ricardo de Álava y Esquivel                                      | 1835                |                   |           |       |
| Joaquín Francisco Campuzano                                             | 6 septembre 1836    | 12 janvier 1838   |           |       |
| Luis del Águila y Alvarado                                              | 1838                |                   |           |       |
| Manuel de Pando y Fernández de Pinedo, Marquis de Miraflores            | 1838                | 1840              |           |       |
| Salustiano Olózaga (1er mandat)                                         | 1840                | 1843              |           |       |
| Francisco Martínez de la Rosa                                           | 1843                | 1844              |           |       |
| Joaquín Francisco Pacheco                                               | 1848                | 1850              |           |       |
| Carlos Martínez de Irujo y McKean, Duc de Sotomayor                     | 1850                |                   |           |       |
| Juan Donoso Cortés                                                      | 1851                | 1853              |           |       |
| Mariano Téllez-Girón y Beaufort Spontin, Duc de Osuna                   | 1853                | 1853              |           |       |
| Salustiano Olózaga (2e mandat)                                          | 1854                | 1856              |           |       |
| Francisco Antonio Eduvigis Dolores Serrano y Domínguez, Duc de la Torre | 1856                | 1857              |           |       |
| Ángel de Saavedra y Remírez de Baquedano, Duc de Rivas                  | 1857                | 1858              |           |       |
| Alejandro Mon y Menéndez (1er mandat)                                   | 1858                | 1862              |           |       |
| Salvador Bermúdez de Castro y Díez, Marquis de Lema                     | 1865                | 1866              |           |       |
| Alejandro Mon y Menéndez (2e mandat)                                    | 1866                | 1868              |           |       |
| Salustiano Olózaga (3e mandat)                                          | 1870                | 1873              |           |       |
| Buenaventura de Abarzuza y Ferrer                                       | 1873                | 1874              |           |       |
| Mariano Roca de Togores y Carrasco, Marquis de Molins                   | 1875                | 1881              |           |       |
| Manuel Silvela                                                          | 1884                | 1885              |           |       |
| Francisco de Cárdenas Espejo                                            | Février 1885        | décembre 1885     |           |       |
| José Luis Albareda y Sezde                                              | janvier 1886        | 12 novembre 1887  |           |       |
| Fernando León y Castillo (1er mandat)                                   | 12 novembre 1887    | 16 juillet 1890   |           |       |
| Fermín Lasala y Collado (1er mandat)                                    | 1890                | 1893              |           |       |
| Fernando León y Castillo (2e mandat)                                    | 20 janvier 1893     | 11 juin 1895      |           |       |
| Fermín Lasala y Collado (2e mandat)                                     | 1895                | 1897              |           |       |
| Fernando León y Castillo (3e mandat)                                    | 27 novembre 1897    | 28 juillet 1910   |           |       |
| Juan Pérez Caballero y Ferrer                                           | 1910                | 1913              |           | [ 3 ] |
| Wenceslao Ramírez de Villaurrutia                                       | 1913                | 1914              |           | [ 4 ] |

### Depuis 1915
| Ambassadeur                                                                 | Début de la mission | Fin de la mission | Référence |
| --------------------------------------------------------------------------- | ------------------- | ----------------- | --------- |
| Carlos Espinosa de los Monteros y Sagaseta de Ilurdoz, Marquis de Valtierra | 1914                | 19 décembre 1915  |           |
| Fernando León y Castillo, marquis del Muni (4e mandat)                      | 26 janvier 1916     | 12 mars 1918      |           |
| José María Quiñones de León                                                 | 1918                | Décembre 1931     | [ 5 ]     |
| Salvador de Madariaga y Rojo                                                | Janvier 1932        | 1933              | [ 5 ]     |
| José María Aquinaga                                                         | 1933                | 1934              | [ 5 ]     |
| Juan Cárdenas y Rodríguez de Rivas                                          | Août 1934           | Avril 1936        | [ 5 ]     |
| Luis Araquistáin                                                            | Novembre 1936       |                   | [ 5 ]     |
| Ángel Ossorio y Gallardo                                                    | Octobre 1937        | Février 1938      | [ 5 ]     |
| Marcelino Pascua                                                            | Mars 1938           | 1939              | [ 5 ]     |
| José Félix de Lequerica                                                     | 1939                | 1944              | [ 5 ]     |
| José Antonio de Sangróniz y Castro                                          | 1944                | 1945              | [ 5 ]     |
| Miguel Mateu y Pla                                                          | 1945                | 1947              | [ 5 ]     |
| Manuel Aguirre de Cárcer                                                    | 16 février 1951     | 18 avril 1952     | [ 5 ]     |
| José Rojas y Moreno, Comte de Casa Rojas                                    | avril 1952          | 25 janvier 1960   | [ 5 ]     |
| José María de Areilza y Martínez de Rodas, Comte de Motrico                 | 7 juillet 1960      | 28 octobre 1964   | [ 5 ]     |
| Carlos de Miranda y Quartín, Comte de Casa Miranda                          | 29 octobre 1964     | 6 avril 1966      | [ 5 ]     |
| Pedro Cortina Mauri                                                         | 7 avril 1966        | 3 janvier 1974    | [ 5 ]     |
| Miguel María de Lojendio Irure                                              | 19 mars 1974        | 9 août 1976       | [ 5 ]     |
| Francisco Javier Elorza y Echámiz, Marquis de Nerva                         | 10 août 1976        | 22 juin 1978      | [ 5 ]     |
| Miguel Solano Aza                                                           | 23 juin 1978        | 13 avril 1983     | [ 5 ]     |
| Joan Raventós Carner                                                        | 13 avril 1983       | 2 mai 1986        | [ 5 ]     |
| Juan Durán-Loriga Rodrigáñez                                                | 31 mai 1986         | 15 février 1991   | [ 5 ]     |
| Gabriel Ferrán de Alfaro                                                    | 15 février 1991     | 3 juin 1994       | [ 5 ]     |
| Máximo Cajal López                                                          | 10 juin 1994        | 8 juillet 1996    | [ 5 ]     |
| Carlos Manuel de Benavides y Salas                                          | 10 juillet 1996     | 23 juillet 2000   | [ 5 ]     |
| Francisco Javier Elorza Cavengt                                             | 24 juillet 2000     | 26 juillet 2004   | [ 5 ]     |
| Francisco Villar y Ortiz de Urbina                                          | 27 juillet 2004     | 8 août 2010       | [ 5 ]     |
| Carlos Bastarreche (es)                                                     | 11 octobre 2010     | 22 juin 2014      | [ 5 ]     |
| Ramón de Miguel Egea (d)                                                    | 23 juin 2014        | 3 mai 2017        | ,         |
| Fernando Carderera Soler (es)                                               | 13 octobre 2017     | 5 février 2020    | [ 8 ]     |
| José Manuel Albares Bueno                                                   | 5 octobre 2020      | 12 juillet 2021   | [ 9 ]     |
| Victorio Redondo Baldrich (es)                                              | 2 novembre 2021     |                   | [ 10 ]    |